# Parasomnie
Mit dem Begriff Parasomnie (altgriechisch παρά pará, „bei“, „im“, „während“, „neben“ und lateinisch somnus, „der Schlaf“, ergibt „im Schlaf auftretend“) werden unerwünschte und unangemessene Verhaltensauffälligkeiten, die überwiegend aus dem Schlaf heraus auftreten, bezeichnet.
Dabei kann es dazu kommen, dass der Schlafprozess unterbrochen wird und der Schlaf nicht mehr erholsam ist.
Im Kindesalter treten diese Schlafstörungen unter anderem aufgrund einer vorübergehenden Reifestörung des Gehirns auf und sind meist als harmlos zu betrachten. Im Erwachsenenalter sind die Parasomnien meist komplexer und durch auffällige Verhaltensweisen gekennzeichnet, so dass sie in bestimmten Fällen eine medizinische Klärung erfordern. Vor allem bei regelmäßigem Auftreten dieser Schlafstörungen wird die Gesundheit der Betroffenen sowie der Personen im Umfeld gefährdet. Bei verbotener Handlung in einer nachgewiesenen parasomnischen Episode kann Schuldunfähigkeit bestehen.
Wissenschaftliche Versuche legen nahe, dass eine erhöhte Aktivität des Gyrus postcentralis während des Tiefschlafes Parasomnie auslösen kann.

## Klassifikation
Die Einteilung der Parasomnien kann erfolgen durch verschiedene Diagnoseklassifikations- und Verschlüsselungssysteme, wie der „Internationalen Klassifikation der Schlafstörungen“ (International Classification of Sleep Disorders), herausgegeben von der American Academy of Sleep Medicine (AASM) oder auch der ICD-10, der „Internationalen statistischen Klassifikation der Krankheiten und verwandter Gesundheitsprobleme“, welches in der zehnten Revision (2011) vorliegt.
| ICSD-R                              | ICSD-R                                         | ICD-10        | ICD-10                                                                             |
| ----------------------------------- | ---------------------------------------------- | ------------- | ---------------------------------------------------------------------------------- |
| Aufwachstörungen (Arousalstörungen) |                                                |               |                                                                                    |
| 307.46-2                            | Schlaftrunkenheit                              | F51.8         | Sonstige nichtorganische Schlafstörungen                                           |
| 307.46-0                            | Schlafwandeln                                  | F51.3         | Schlafwandeln                                                                      |
| 307.46-1                            | Pavor nocturnus                                | F51.4         | Pavor nocturnus                                                                    |
| Störungen des Schlaf-Wach-Übergangs |                                                |               |                                                                                    |
| 307.3                               | Schlafstörung durch rhythmische Bewegung       | F98.4         | Stereotype Bewegungsstörung                                                        |
| 307.47-2                            | Einschlafzuckungen                             | G47.8         | Sonstige Schlafstörungen                                                           |
| 307.47-3                            | Sprechen im Schlaf                             | F51.8         | Sonstige nichtorganische Schlafstörungen                                           |
| 729.82                              | Nächtliche Wadenkrämpfe                        | R25.2         | Krämpfe und Spasmen der Muskulatur                                                 |
| REM-Schlaf-assoziierte Parasomnien  |                                                |               |                                                                                    |
| 307.47.0                            | Albtraum                                       | F51.5         | Alpträume (Angstträume)                                                            |
| 780.56-2                            | Schlafparalyse                                 | G47.4         | Narkolepsie und Kataplexie                                                         |
| 780.53-3                            | Beeinträchtigung der Erektion im Schlaf        | N48.8         | Sonstige näher bezeichnete Krankheiten des Penis                                   |
| 780.56-4                            | Schmerzhafte Erektion im Schlaf                | G47.0 & N48.8 | Ein- und Durchschlafstörungen und sonstige näher bezeichnete Krankheiten des Penis |
| 780.56-8                            | REM-Schlaf abhängige Asystolie (Sinus-Arrest)  | I46.8         | Sonstiger Herzstillstand                                                           |
| 780.59-0                            | Verhaltensstörung im REM-Schlaf                | G47.8 & G25.8 | Sonstige Schlafstörungen                                                           |
| Andere Parasomnien                  |                                                |               |                                                                                    |
| 306.8                               | Bruxismus                                      | F45.8 & G47.8 | Sonstige somatoforme Störungen                                                     |
| 780.56-0                            | Enuresis nocturna                              | G98.0 & G47.8 | Nichtorganische Enuresis                                                           |
| 780.56-6                            | Schlafbezogenes abnormes Schlucksyndrom        | G45.8 & G47.8 | Sonstige somatoforme Störungen                                                     |
| 780.59-1                            | Nächtliche paroxysmale Dystonie                | G47.8         | Sonstige Schlafstörungen                                                           |
| 780.59-3                            | Syndrom des ungeklärten plötzlichen Todes      | R96.0         | Plötzlich eintretender Tod                                                         |
| 780.53-1                            | Primäres Schnarchen                            | R06.5         | Mundatmung                                                                         |
| 770.80                              | Kindliche Schlafapnoe                          | P28.3         | Primäre Schlafapnoe beim Neugeborenen                                              |
| 770.81                              | Kongenitales zentrales Hypoventilationssyndrom | G47.8         | Sonstige Schlafstörungen                                                           |
| 798.0                               | Plötzlicher Kindstod                           | G47.8         | Sonstige Schlafstörungen                                                           |
| 780.59-5                            | Benigner neonataler Schlafmyoklonus            | G47.8         | Sonstige Schlafstörungen                                                           |
| 770.59-9                            | Andere Parasomnien                             | G47.8         | Sonstige Schlafstörungen                                                           |

Eine Sonderform des Schlafwandelns ist die so genannte Sexsomnia, bei der die Betroffenen sexuelle Handlungen im Non-REM-Schlaf ausführen und in der Regel nach dem Erwachen eine Amnesie für diese Handlungen haben.

## Abgrenzung
Seit dem Jahr 2005 existiert mit dem ICSD-2 eine überarbeitete Version des ICSD-R, die einige Phänomene und Störungen, die im Verlauf des Schlafes auftreten können, vom Oberbegriff Parasomnie abgrenzt:
So wird dort der Bruxismus den so genannten „Schlafbezogenen Bewegungsstörungen“ zugeordnet und die verschiedenen „Schlafbezogenen Atmungsstörungen“ wie beispielsweise die obstruktive Schlafapnoe bilden eine eigene Gruppe von Schlafstörungen im ICSD-2.
Die Ein- und Durchschlafstörungen (Insomnien), die Hypersomnien (z. B. Narkolepsie) sowie die zirkadianen Schlaf-Wach-Rhythmusstörungen (z. B. Jet Lag) bilden jeweils eigene Untergruppen von Schlafstörungen im ICSD-2.
Phänomene wie Sprechen im Schlaf (Somniloquie), Einschlafzuckungen und (kompensiertes) Schnarchen sind Normvarianten ohne Krankheitswert. Sie werden im ICSD-2 unter „Isolierte Symptome, offensichtliche Normvarianten und ungelöste Probleme“ klassifiziert.
Das Syndrom des plötzlichen, unerwarteten Todes während des Schlafes (sudden unexpected death during sleep, SUDS) wurde vor allem bei jungen Männern asiatischer (vor allem philippinischer) Abstammung beschrieben. Es tritt familiär gehäuft auf und wird nach heutigem Kenntnisstand durch Kammerflimmern (Plötzlicher Herztod) verursacht. Es handelt sich nicht um eine Parasomnie, sondern um eine körperliche Erkrankung, die im ICSD-2 im Appendix A klassifiziert wird.

## Therapie
Eine wichtige nicht-medikamentöse Maßnahme stellt die Einhaltung einer guten Schlafhygiene dar. Zusätzlich kann eine Psychotherapie in Hinsicht auf Stressreduktion zur Verbesserung beitragen. Bei schweren Fällen kann in der Nacht das Benzodiazepin Clonazepam als Therapieversuch eingesetzt werden.